# Mutasarrifato de Jerusalén
El mutasarrifato de Jerusalén (en turco otomano: Kudüs-i Şerif Mutasarrıflığı‎; en árabe: متصرفية القدس الشريف‎), también conocido en algunos momentos como sanjacado de Jerusalén, fue un distrito del Imperio otomano con estatus administrativo especial establecido en 1872. El distrito abarcaba los territorios de los Estados contemporáneos de Israel, Palestina, Jordania y Egipto. Sus ciudades más relevantes fueron Jerusalén, así como Belén, Hebrón, Jaffa, Gaza y Beerseba. Durante el período otomano tardío, el Mutasarrifato de Jerusalén, junto con el sanjacado de Nablús y el Sanjacado de Acre (Akka), formaban la región comúnmente conocida como «sur de Siria» o «Palestina».
El distrito fue separado de Damasco y colocado directamente bajo Constantinopla en 1841, y formalmente creado como una provincia independiente en 1872 por el Gran Visir Mahmud Nedim Pasha. Los eruditos proporcionan una variedad de razones para la separación, incluyendo el interés europeo creciente en la región, y el fortalecimiento de la frontera meridional del imperio contra el Jedivato de Egipto. Inicialmente, el Mutasarrifato de Acre y de Nablus se unieron con la provincia de Jerusalén, con la provincia combinada mencionada en el registro de la corte de Jerusalén como «Eyalato de Jerusalén», y referido por el cónsul británico como la creación de «Palestina en un eyalato separado». Sin embargo, después de menos de dos meses, los sanjacados de Nablus y Acre fueron separados y añadidos al Vilayato de Beirut, dejando solo el Mutasarrifato de Jerusalén. En 1906, el Kaza de Nazaret fue agregado al mutasarrifato como un exclave, principalmente para permitir la expedición de un solo permiso turístico a los viajeros cristianos.
El área fue conquistada por las fuerzas Aliadas en 1917, durante la Primera Guerra Mundial, y la Administración del Territorio Enemigo Ocupado (OETA Sur) fue establecido para reemplazar la administración otomana. OETA Sur consistía en los sanjacados otomanos de Jerusalén, Nablus y Acre. La administración militar fue substituida por una administración civil británica en 1920 y el área de OETA Sur fue incorporada en el mandato británico de Palestina en 1923.
El estatus político del Mutasarrifato de Jerusalén era único respecto a cualquier otra provincia otomana, puesto que se encontraba bajo la autoridad directa de la capital otomana, Constantinopla. Los habitantes se identificaron principalmente en términos religiosos. Las aldeas del distrito eran habitadas normalmente por los agricultores, mientras que sus ciudades estaban pobladas por los comerciantes, los artesanos, los terratenientes y los prestamistas. La élite estaba formada por los líderes religiosos, los terratenientes ricos y los altos funcionarios públicos.

## Historia
En 1841, el distrito fue separado de Damasco y colocado directamente bajo Constantinopla, siendo formalmente creado como un Mutasarrifato independiente en 1872. Antes de 1872, el Mutasarrifato de Jerusalén era oficialmente un sanjacado dentro del Vilayato de Siria (creado en 1864, siguiendo las reformas Tanzimat).
La frontera meridional del Mutasarifato de Jerusalén fue redibujada en 1906, bajo la instigación de los británicos, que estaban interesados en salvaguardar sus intereses imperiales y en hacer la frontera tan corta y patrullable como fuera posible.
Hacia finales del siglo XIX, la idea de que la región de Palestina o el mutasarrifato de Jerusalén formara una entidad política separada se extendió entre las clases árabes educadas del distrito. En 1904, el exfuncionario de Jerusalén, Najib Azuri, formó en París la Ligue de la Patrie Arabe (Liga de la Patria Árabe), cuyo objetivo era liberar a la Siria otomana e Irak de la dominación turca. En 1908, Azuri propuso la elevación del estado de mutasarrifato a vilayato en el parlamento otomano, después de la revolución de los Jóvenes Turcos de 1908.
El área fue conquistada por las fuerzas Aliadas en 1917, durante la Primera Guerra Mundial, y la Administración del Territorio Enemigo Ocupado (OETA Sur) fue establecido para reemplazar la administración otomana. OETA Sur consistía en los sanjacados otomanos de Jerusalén, Nablus y Acre. La administración militar fue substituida por una administración civil británica en 1920 y el área de OETA Sur fue incorporada en el mandato británico de Palestina en 1923, con algunos ajustes fronterizos con el Líbano y Siria.

## Fronteras
A continuación se presentan seis mapas otomanos contemporáneos que muestran el «Quds Al-Sharif Sancağı» o «Quds Al-Sharif Mutasarrıflığı». El cuarto mapa muestra las fronteras de 1860 entre la Siria otomana y el Jedivato de Egipto, aunque la frontera se convirtió en la actual frontera entre Israel y Egipto en 1906, y la zona al norte del desierto del Néguev se denomina Filastin (Palestina).

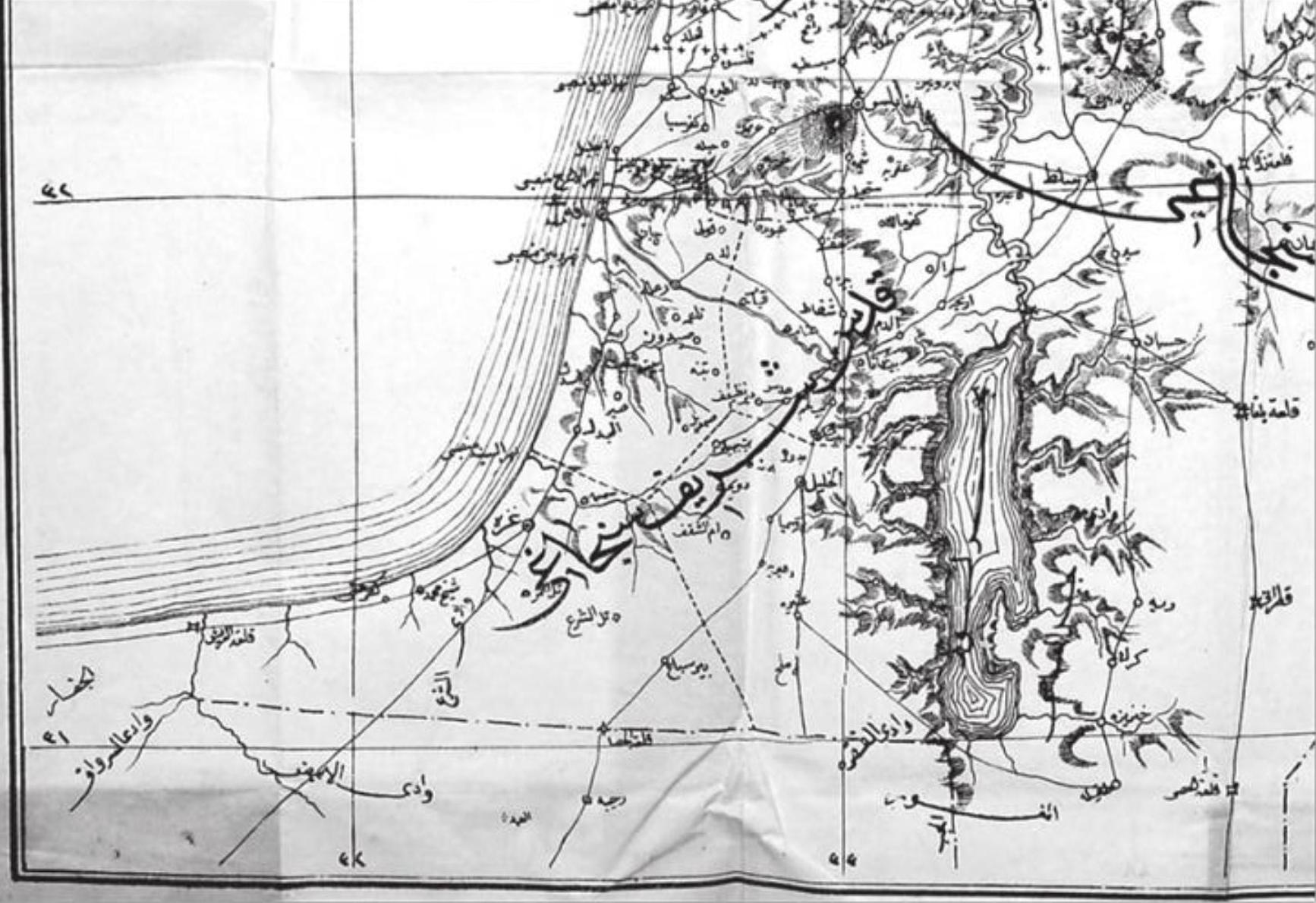
1883
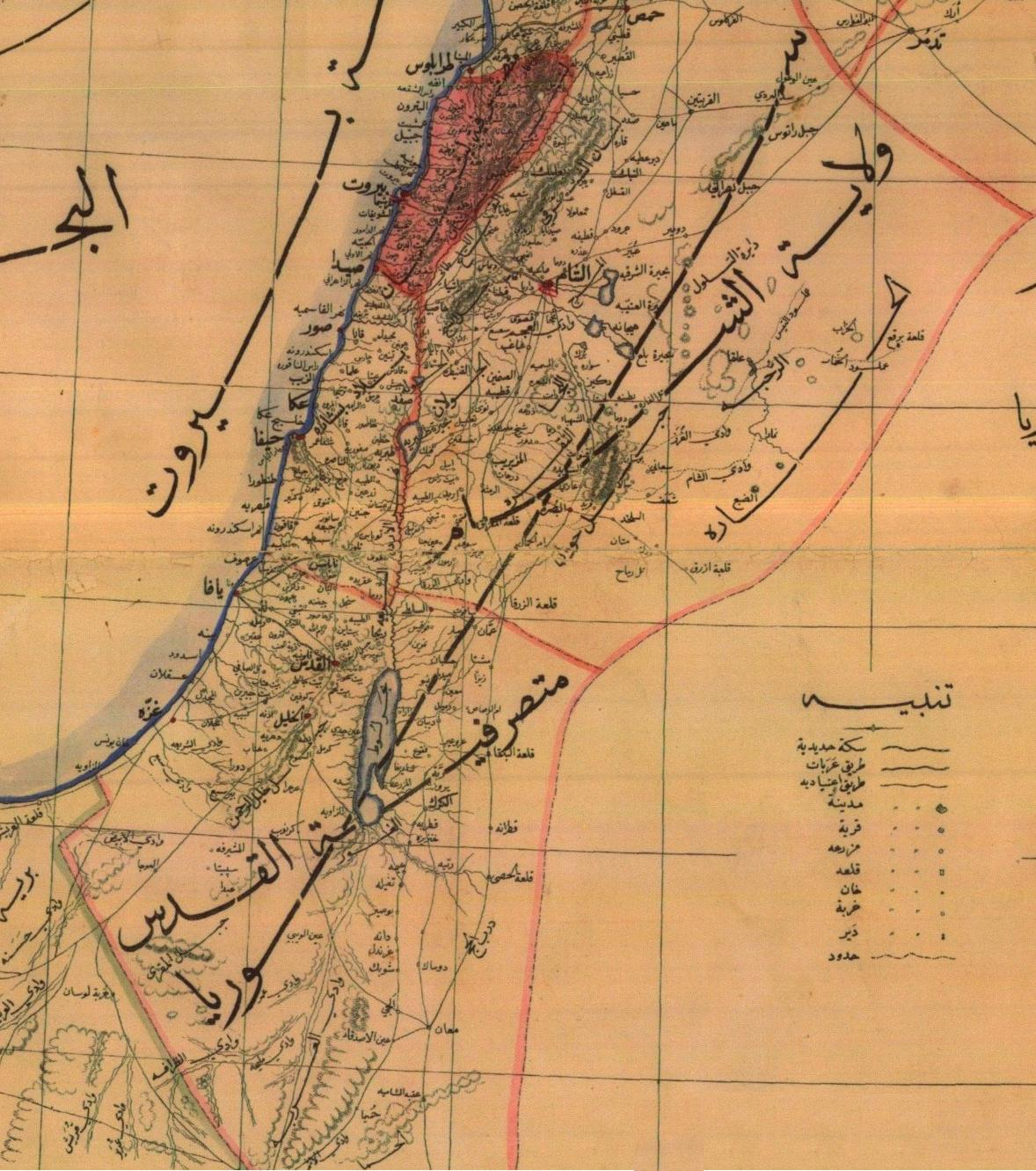
1893
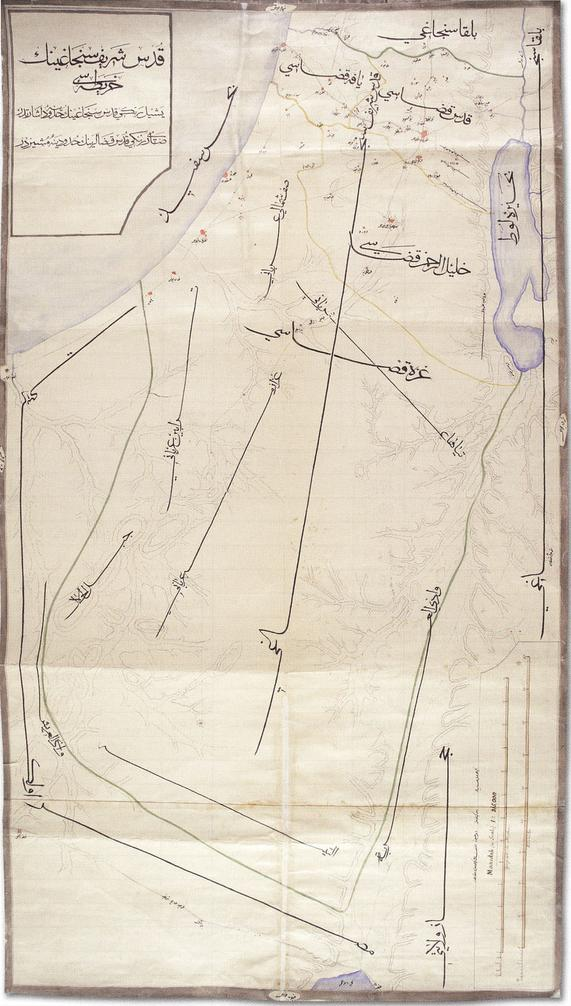
c.1900
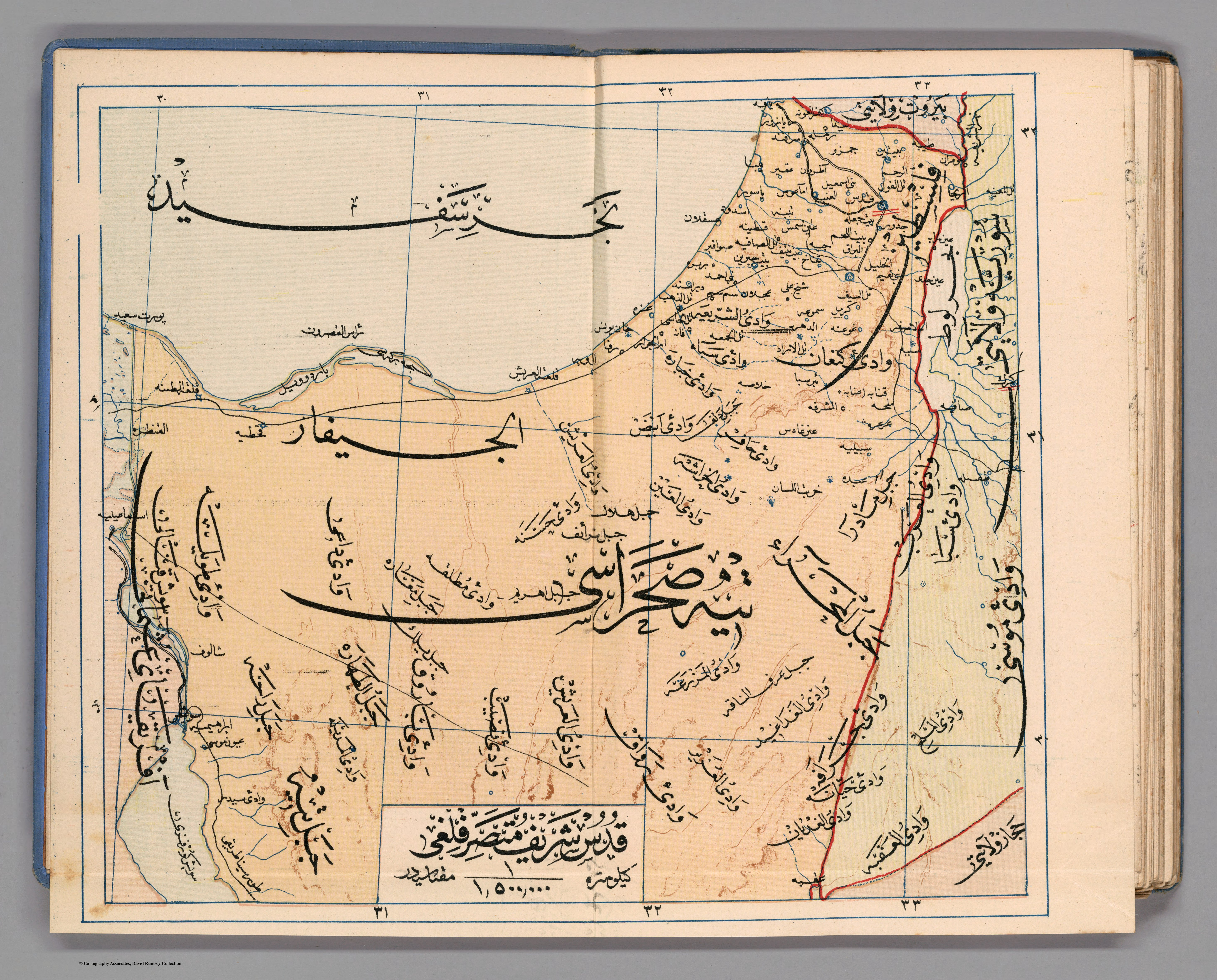
1907
1907
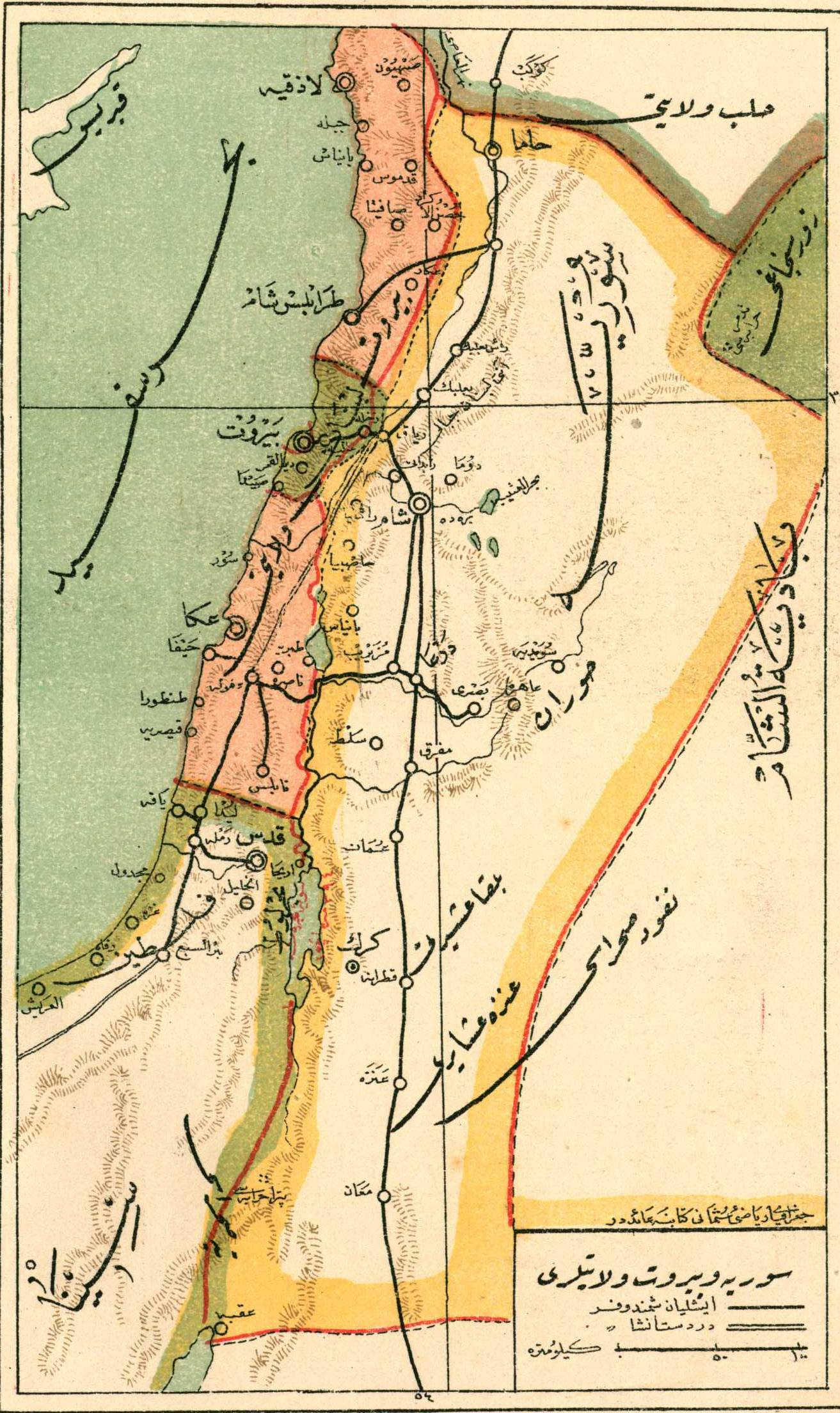
1912-13

La división estaba delimitada al oeste por el Mediterráneo, al este por el río Jordán y el mar Muerto, al norte por una línea desde la desembocadura del río Auja hasta el puente sobre el Jordán, cerca de Jericó y al sur por Una línea desde la mitad de camino entre Gaza y El Arish a Áqaba.

## Divisiones administrativas
Divisiones administrativas del Mutasarrifato (1872-1909):
1. Beerseba Kaza (en turco otomano: قضا بءرالسبع‎; en turco: Birüsseb' kazası; en árabe: قضاء بئر السبع‎), que incluía a dos subdistritos y una municipalidad:
  - a-Hafir (en turco otomano: ناحيه حفير‎; en turco: Hafır nahiyesı; en árabe: ناحية عوجة الحفير‎), creado en 1908 como un punto medio entre Beerseba y Áqaba, eliminado por el nuevo acuerdo de frontera en el Sinaí.[1]
  - al-Mulayha, creado en 1908 como un punto medio entre Hafir y Áqaba.[1]
  - Beerseba (en turco otomano: بلدية بءرالسبع‎; en turco: Birüsseb' belediyesı; en árabe: بلدية بئر السبع‎), creado en 1901.
2. Gaza Kaza (en turco otomano: قضا غزّه‎; en turco: Gazze kazası; en árabe: قضاء غزة‎), que incluía a tres subdistritos y una municipalidad:
  - Al-Faluja (en turco otomano: ناحيه فلوجه‎; en turco: Felluce nahiyesı; en árabe: ناحية الفالوجة‎), creado en 1903.
  - Jan Yunis (en turco otomano: ناحيه خان يونس‎; en turco: Hanyunus nahiyesı; en árabe: ناحية خان يونس‎), creado en 1903 y convertido en municipalidad en 1917.
  - al-Majdal (en turco otomano: ... ناحيه‎; en turco: Mücdel nahiyesı; en árabe: ناحية المجدل‎), creado en 1880.
  - Gaza (en turco otomano: بلدية غزّه‎; en turco: Gazze belediyesı; en árabe: بلدية غزة‎), creado en 1893.
3. Hebrón Kaza (en turco otomano: قضا خليل الرحمن‎; en turco: Halilü'r Rahman kazası; en árabe: قضاء الخليل‎), que incluía a dos subdistritos y una municipalidad:
  - Bayt 'Itab (en turco otomano: ناحيه بيت اعطاب‎; en turco: Beyt-i a'tâb nahiyesı; en árabe: ناحية بيت عطاب‎), creado en 1903.
  - Bayt Jibrin (en turco otomano: ناحيه بيت جبرين‎; en turco: Beyt-i Cireyn nahiyesı; en árabe: ناحية بيت جبرين‎), creado en 1903.
  - Hebrón (en turco otomano: بلدية خليل الرحمن‎; en turco: Halilü'r Rahman belediyesı; en árabe: بلدية الخليل‎), creado en 1886.
4. Jaffa Kaza (en turco otomano: قضا يافه‎; en turco: Yafa kazası; en árabe: قضاء يَافَا‎), que incluía a dos subdistritos y una municipalidad:
  - Ni'lin (en turco otomano: ناحيه نعلين‎; en turco: Na’leyn nahiyesı; en árabe: ناحية نعلين‎), creado en 1903.
  - Ramla (en turco otomano: ناحيه رمله‎; en turco: Remle nahiyesı; en árabe: ناحية الرملة‎), creado en 1880, convertido en municipalidad antes de 1888 y restablecido como subdistrito en 1889.
  - Lida (en turco otomano: ... بلدية‎; en turco: Lod belediyesı; en árabe: ... بلدية‎)
5. Jerusalén Kaza (en turco otomano: قضا قدس‎; en turco: Kudüs-i Şerif kazası; en árabe: قضاء القدس الشريف‎), que incluía a cuatro subdistritos y dos municipalidades:
  - Abwein (en turco otomano: ... ناحيه‎; en turco: Abaveyn nahiyesı; en árabe: ناحية عبوين‎), creado en 1903.
  - Belén (en turco otomano: ناحيه بيت اللحم‎; en turco: Beytü'l lahim nahiyesı; en árabe: ناحية بيت لحم‎), creado en 1883 y convertido en municipalidad en 1894.
  - Ramala (en turco otomano: ناحيه رام الله‎; en turco: Ramallah nahiyesı; en árabe: ناحية رام الله‎), creado en 1903 y convertido en municipalidad en 1911.
  - Saffa (en turco otomano: ناحيه صفا‎; en turco: Safa nahiyesı; en árabe: ناحية صفّا‎).
  - Jerusalén (en turco otomano: بلدية قدس‎; en turco: Kudüs-i Şerif belediyesı; en árabe: بلدية القدس الشريف‎), creado en 1867.
  - Beit Jala (en turco otomano: ... بلدية‎; en turco: ... belediyesı; en árabe: بلدية بيت جالا‎), creado en 1912.
6. Nazaret Kaza (en turco otomano: قضا  الْنَاصِرَة‎; en turco: Nasra kazası; en árabe: قضاء الْنَاصِرَة‎), establecido en 1906.

## Mutasarrıfs de Jerusalén
Los mutasarrıfs de Jerusalén eran nombrados por la Sublime Puerta para gobernar el distrito. Por lo general, eran funcionarios experimentados que hablaban poco o nada de árabe, pero conocían una lengua europea (más comúnmente, francesa) además del turco otomano.

### Pre-separación de Damasco
- Sureyya Pasha (1857–63)
- Izzet Pasha (1864–67)
- Nazif Pasha (1867–69)
- Kamil Pasha (1869–71)
- Ali Bey (1871–72)

### Post-separación de Damasco
- Nazif Pasha (el mismo de arriba, 1872–73)
- Kamil Pasha (el mismo de arriba, 1873–75)
- Ali Bey (el mismo de arriba, 1874–76)
- Faik Bey (1876–77)
- Şerif Mehmed Rauf Paşa (1877–89)
- Resad Pasha (1889–90)
- Ibrahim Hakki Pasha (1890–97)
- Mehmet Tevfik Biren (1897–01)
- Mehmet Cavit Bey (1901–02)
- Osman Kazim Bey (1902–04)
- Ahmed Resid Bey (1904–06)
- Ali Ekrem Bolayır (1906–08)

### Posrevolución de los Jóvenes Turcos
- Subhi Bey (1908–09)
- Nazim Bey (1909–10)
- Azmi Bey (1910–11)
- Cevdet Bey (1911–12)
- Muhdi Bey (1912)
- Tahir Hayreddin Bey (1912–13)
- Ahmed Macid Bey (1913–15)